# Gardenia gordonii
Espèce
Synonymes
- Gardenia gorriei Horne ex Baker[1]

Statut de conservation UICN

 NT  : Quasi menacé
Gardenia gordonii est une espèce de plantes de la famille des Rubiaceae.

## Publication originale
- Journal of the Linnean Society, Botany 20: 361. 1883.